# جزيرة أم شجيرات
جزيرة أم شجيرات جزيرة مرجانية سعودية صغيرة، تقع في الطرف الشمالي الشرقي من البحر الأحمر، تبلغ مساحتها 0,01 كم². وهي جزيرة دائرية الشكل، مستوية السطح، تبعد عن الساحل نحو 3,3 (ميل بحري). 